# Sijbren Otto
Sybren Otto (Groningen, 3 augustus 1971) is hoogleraar systeemchemie aan de Rijksuniversiteit Groningen.

## Loopbaan
Otto studeerde scheikunde aan de Rijksuniversiteit Groningen en behaalde in 1994 cum laude zijn masterdiploma met als aandachtsgebieden fysisch organische chemie en biochemie. In 1998 promoveerde hij cum laude bij prof. Jan B.F.N. Engberts met het proefschrift Catalysis of Diels-Alder reactions in water. Na zijn aansluitende onderzoek in zowel de Verenigde Staten (1998 bij prof. Steven L. Regen, Lehigh University als  het Verenigd Koninkrijk (eerst bij prof. Jeremy K.M. Sanders en vervolgens vanaf 2001 als Royal Society University Research Fellow, beide aan de Universiteit van Cambridge) aanvaardde hij in 2009 een benoeming als universitair docent aan de Rijksuniversiteit Groningen. In 2011 werd hij benoemd tot universitair hoofddocent en in 2016 tot hoogleraar. Van 2014 tot 2019 coördineerde hij de masteropleiding scheikunde.
Naast zijn werk aan de universiteit is Otto ook een van de zes hoofdonderzoekers van het nationale zwaartekrachtprogramma voor functionele moleculaire systemen (FMS; € 26 miljoen, over 10 jaar, 2013-2023). De ambitie van dit programma is om controle te krijgen over moleculaire zelfassemblage. Met deze technologie zouden bijvoorbeeld nanomotoren gemaakt kunnen worden en biomaterialen om kapotte weefsels in het lichaam te repareren.
Otto was hoofdaanvrager en voorzitter van de European Cooperation in Science & Technologie (COST) Action CM1304 (Emergence and Evolution of Complex Chemical Systems) dat meer dan 95 Europese onderzoeksgroepen verenigde. Hij is voorzitter van de Gordon Research Conference on Systems Chemistry 2020 en hoofdredacteur van het Journal of Systems Chemistry.
Otto is lid van de Koninklijke Nederlandse Chemische Vereniging (KNCV) en lid van de stuurgroep van het Origins Center. Het Origins Center is een Nederlands onderzoekplatform voor wetenschappers die betrokken zijn bij de kernvragen van de Nationale Wetenschapsagenda over de oorsprong, evolutie en toekomst van het leven op aarde en in het universum.
Op 30 april 2020 werd hij verkozen tot lid van de Koninklijke Nederlandse Akademie van Wetenschappen (KNAW).

## Onderzoek
Het onderzoek van Otto en zijn onderzoeksgroep is gericht op verschillende velden, variërend van de oorsprong van het leven (zelfreplicerende systemen en de Darwiniaanse evolutie
daarvan, tot materiaalchemie (zelfsynthetiserende vezels, hydrogels en nanodeeltjes oppervlakken). Speciale interesse in het onderzoek gaat uit naar zich zelf replicerende moleculen, foldameren, katalyse, moleculaire herkenning van biomoleculen, zelfassemblage van materialen (materialen die zich zelf kunnen synthetiseren). 
De te ontwerpen, te maken en te onderzoeken complexe chemische mengsels vertonen vaak nieuwe eigenschappen die relevant zijn om te begrijpen hoe in de natuur nieuwe eigenschappen hebben kunnen ontstaan. 
Het uiteindelijke doel van al dit onderzoek is de de-novosynthese van nieuwe vormen van leven middels de integratie van zelfreplicerende systemen met metabolisme en compartimentering.
Uit zijn 114 publicaties wordt 8873 keer geciteerd door andere wetenschappers. Zijn H-index is 51.

## Beurzen en prijzen
- 1999 Marie Curie Fellowship, Universiteit van Cambridge, Verenigd Koninkrijk
- 2000 Junior Research Fellowship, Wolfson College, Cambridge, Verenigd Koninkrijk.[15]
- 2001 Royal Society University Research Fellowship, University of Cambridge, Verenigd Koninkrijk
- 2011 ERC starting grant (subsidie) van de European Research Council (ERC) Onderzoek naar: Zelf-replicatie in dynamische moleculaire netwerken[16]
- 2013 VICI-subsidie van de Nederlandse Organisatie voor Wetenschappelijk Onderzoek (NWO) Onderzoek: Darwiniaanse evolutie van moleculen.[17]
- 2013 Gekozen tot fellow van de Royal Society of Chemistry[18]
- 2013 Gasthoogleraar, Universiteit van Straatsburg, Frankrijk
- 2017 ERC Advanced Grant (subsidie) van de European Research Council (ERC).[19][20]
- Gasthoogleraar, Universiteit van München, Duitsland
- 2018 Supramoleculaire chemie prijs van de Royal Society of Chemistry.[21]